# Digital Research
Digital Research (DR, DRI; укр. Діджитал Рісерч) — компанія, створена Гері Кілдаллом (англ. Dr. Gary Kildall) для просування та розробки його операційної системи CP/M і пов'язаних з нею 8-бітних, 16-бітних та 32-бітних систем, таких як MP/M, Concurrent DOS, FlexOS, Multiuser DOS, DOS Plus, DR DOS і GEM. Це була перша велика компанія по розробці програмного забезпечення для мікрокомп'ютерів. Компанія базувалась у місті Пасіфік-Грув, Каліфорнія. Digital Research не слід плутати з Digital Equipment Corporation  - ці компанії ніяк між собою не пов'язані.

## Огляд
У 1972 році Гері Кілдалл, викладач Військово-морської аспірантури в Монтереї, штат Каліфорнія, почав працювати консультантом в Intel як представник  Microcomputer Applications Associates (MAA).  До 1974 року він розробив просту операційну систему CP/M, яка стала першою дисковою операційною системою для мікрокомп'ютерів.  У 1974 р. Кілдалл зареєстрував компанію Intergalactic Digital Research, але вже незабаром компанія почала свою діяльність під скороченою назвою Digital Research.
Операційні системи компанії  на базі CP/M, починаючи з мікрокомп'ютерів на базі 8080/Z80, були фактично стандартом своєї епохи.  Набір продуктів Digital Research включав оригінальну 8-розрядну операційну систему CP/M та її різні модифікації, такі як MP/M (1979 р.) - багатозадачну багатокористувацьку версію CP/M.
Першою 16-розрядною системою була CP/M-86 (1981 р., адаптовано до IBM PC на початку 1982 р.), яка позиціонувалась як прямий конкурент MS-DOS.  Наступними були багатозадачні MP/M-86 (1981 р.) та Concurrent CP/M (1982 р.), однокористувацька версія, що містила віртуальні консолі, з яких програми можуть бути запущені для одночасного виконання.
У травні 1983 року Digital Research оголосила, що запропонує PC DOS версії всіх своїх мов та утиліт. Компанія залишилась прибутковою - її продажі в 1983 році склали 45 млн.доларів США, що зробило Digital Research четвертою за величиною компанією з розробки та продажу програмного забезпечення для мікрокомп'ютерів.  Втративши ринок програмного забезпечення для процесора 8088, Кілдалл сподівався досягти успіху з Intel 80286 та Motorola 68000. 1984 року компанія налагоджує відносини з корпорацією AT&T для розробки програмного забезпечення для Unix System V та продажу програмного забезпечення у роздрібній мережі.   Однак справи йшли не досить добре, і Джеррі Пурнелль пізніше того ж року попередив, що "багато хто, відмовився або відмовляється від продуктів  Digital Research".
Наступні версії CP/M включали емуляцію API MS-DOS (починаючи з 1983 року), що поступово додало більше підтримки для DOS-застосунків та файлової системи FAT.  Ці версії отримали назву Concurrent DOS (1984 р.), при цьому Concurrent PC DOS (1984 р.) є версією, адаптованою для роботи на IBM-сумісних ПК.
У 1985 році, незабаром після появи IBM PC/AT на базі процесора 80286, Digital Research представила систему для роботи в режимі реального часу, спочатку названу Concurrent DOS 286, яка згодом перетворилася на модульну FlexOS (1987 р.).  Вона використовувала можливості розширеної адресації пам'яті нового процесора, щоб забезпечити більш гнучке середовище для підтримки багатозадачних функцій.  Система мала невеликий, але потужний набір викликів API , кожен із синхронним та асинхронним варіантом.  Підтримувались потоки, всі названі ресурси можна було відчужити, встановивши змінні середовища.
Іншими наступниками Concurrent DOS стали Concurrent DOS XM (1986 р.), 32-розрядна Concurrent DOS 386 (1987 р.) і Multiuser DOS (1991 р.).
Крім багатокористувацьких операційних систем Digital Research випускала однокористувацькі системи DOS Plus (1985 р.) та DR DOS (1988 р.).  Остання система була продавалась як пряма альтернатива MS-DOS/PC DOS з додатковою функціональністю - вона стала найбільш успішним продуктом компанії.
Digital Research була придбана Novell в 1991 році, у першу чергу щоб отримати доступ до "лінійки" вже розроблених операційних систем.  FlexOS стала основою для Siemens S5-DOS/MT, ОС IBM 4680 та 4690 ОС, тоді як Multiuser DOS перетворилась в незалежні продукти, такі як Datapac System Manager, IMS REAL/32 та REAL/NG. Наступний розвиток продуктів DR DOS призвів до появи не-DRI продуктів, таких як Novell PalmDOS, Novell DOS, Caldera OpenDOS та Dell RMK.
Для своїх операційних систем Digital Research створила серію компіляторів мов програмування та інтерпретаторів для їх платформ, включаючи C, Pascal, COBOL, FORTRAN, PL/I, PL/M, CBASIC, BASIC та Logo.  Вона також розробила мікрокомп'ютерну версію графічного стандарту GKS (пов'язаного з NAPLPS) під назвою GSX, пізніше використавши це як основу свого GEM GUI.  Менш відомими є прикладне програмне забезпечення на базі GSX DR DRAW, Dr.Halo для DOS та невеликий набір програм GUI для GEM.

## CP/M-86 та DOS
На період розробки персонального комп'ютера IBM 5150 операційна система CP/M від Digital Research займала домінуючі позиції, саме тому IBM спочатку запропонувала Digital Research розробити версію CP/M для мікропроцесора Intel 8086 як стандартну операційну систему для персонального комп'ютера, який використовує сумісний з Intel 8088 мікропроцесор.  Digital Research, розглянувши умови, запропоновані IBM, відмовилась від контракту.
Microsoft скористалася цією можливістю постачати операційну систему для IBM PC, хоча у неї на той час був лише BASIC - коли наприкінці 1981 року з'явився комп'ютер IBM  5150, він поставлявся разом з операційною системою PC DOS, яка була OEM-версією MS-DOS, розробленої на базі 86-DOS, придбаної Microsoft у компанії SCP.  До середини 1982 року MS-DOS почала продаватися для використання на комп’ютерах, які не випускались IBM.  Це рішення призвело до того, що Microsoft стала провідною в розробці та продажі програмного забезпечення для комп'ютерів.
Компанія Digital Research розробила CP/M-86 як альтернативу MS-DOS і вона стала доступною теж через IBM на початку 1982 р. Пізніше компанія створила клон MS-DOS з розширеними функціями під назвою DR DOS, під впливом якої Microsoft вдосконалювала власну DOS.
Конкуренція між MS-DOS та DR DOS - одна з найбільш суперечливих сторінок історії мікрокомп'ютерів.  Microsoft пропонувала кращі ліцензійні умови будь-якому виробнику комп’ютерів, який зобов’язався продавати MS-DOS з кожною системою, яку вони постачали, що робить невигідним пропонувати системи з іншою ОС, оскільки виробник все одно повинен буде сплачувати ліцензійну плату Microsoft.  Ця практика призвела до розслідування Міністерства юстиції США, в результаті чого у 1994 році було прийнято рішення, що забороняло Microsoft ліцензування "за процесором".
Digital Research (а пізніше і її наступник - Caldera) звинуватили Microsoft у оголошенні vaporware-версій MS-DOS(анонсованих, але не випущених) для зменшення продаж DR DOS.
В одній з бета-версій Windows 3.1 Microsoft включила прихований код (пізніше названий кодом AARD), який виявляв наявність DR DOS і відображав повідомлення про помилку. Хоча цей код не був включено у остаточну версію Windows 3.1, він створив у користувачів неправильне враження, що DR DOS є несумісною з MS-DOS та Windows.  Ці дії були частиною узгодженої програми для виведення Digital Research з бізнесу по розробці і продажу операційних систем для ПК.
Наступник Digital Research, Caldera, виклала ці факти у позові 1996 року, але справу було врегульовано за день до судового розгляду. За умовами врегулювання Microsoft виплатила Caldera нерозголошувану до 2009 року суму, яка склала 280 млн.доларів США, а Caldera знищила всі документи, пов'язані з цією справою. Це усунуло докази проти Microsoft, і дозволило їй контролювати та домінувати над цим сектором ринку без побоювань щодо будь-якого подальшого серйозного конкурента.

## Інші відомі працівники
Крім засновника, Гері Кілдалла, в Digital Research працювали Гордон Еубанкс, Том Роландер, Лі Джей Лоренцен, Дон Хейскелл, Джон Мейер та Ед Маккракен, які згодом зробили важливий внесок у ІТ-індустрію.